# اپیژنتیک و رابطه آن با افزایش سن
اپی ژنتیک و رابطه آن با افزایش سن افزایش امید به زندگی و طول عمر هنوز غیرقابل دسترس به نظر می‌رسد، اما ممکن است در آینده به واقعیت تبدیل شود. برای افزایش طول عمر، پرده برداری از مکانیسم‌های مولکولی درگیر در پیری ضروری است. درک بهتر مکانیسم‌های دخیل در آسیب‌شناسی‌های مرتبط با سن بسیار مهم است. این مطالعه روی جنبه اپی ژنتیکی پیری تمرکز می‌کند، زیرا پیری توسط الگوهای اپی ژنتیکی خاص ردیابی می‌شود و می‌توان آن را با ساعت‌های اپی ژنتیک اندازه‌گیری کرد. همچنین در مورد قرار گرفتن در معرض عوامل محیطی، مانند مصرف الکل، رژیم غذاییناسالم، تنباکو و استرس که تا چه اندازه باعث ایجاد شرایط مرتبط با افزایش سن می‌شود بحث شده. در نهایت، استراتژی‌هایی را برای معکوس کردن زمان بر اساس برنامه‌ریزی مجدد اپی ژنتیک مورد بحث قرار می‌دهیم؛ بنابراین برگشت‌پذیری علائم اپی ژنتیک، آنها را به اهداف امیدوارکننده ای برای جوان سازی تبدیل می‌کند. برای این منظور، درک بهتر مکانیسم‌های اپی ژنتیک زیربنایی پیری ضروری است. ساعت‌های اپی ژنتیک برای نظارت بر این مکانیسم‌ها و تأثیر عوامل محیطی با موفقیت طراحی شدند. مطالعات بیشتری در مورد بیماری‌های مرتبط با سن باید انجام شود تا نشانه اپی ژنتیکی آنها مشخص شود، اما همچنین نقص در دستگاه اپی ژنتیک مشخص شود و در نتیجه اهداف درمانی بالقوه شناسایی شود. در مورد جوان سازی، برنامه‌ریزی مجدد اپی ژنتیک هنوز در مراحل اولیه است.

## زمینه
جنین‌شناس بریتانیایی کنراد وادینگتون این واقعیت را آشکار کرد که فعل و انفعالات محیط ژنتیکی بر رشد و جنین‌شناسی تأثیر می‌گذارد و این پدیده را اپی ژنتیک نامید.پس از آن، تعریف اپی ژنتیک درسطح مولکولی واضح تر شد. تعاریف متعددی مورد بحث قرار گرفته‌است. رایج‌ترین آنها اپی ژنتیک را به عنوان «مطالعه فنوتیپ‌های ارثی که توالی DNA را تغییر نمی‌دهند» توصیف می‌کند. به طورخلاصه، اپی ژنتیک تمام فرآیندهای برگشت‌پذیر و ارثی را توصیف می‌کندکه بیان ژن را بدون تغییر توالی ژنتیکی تنظیم می‌کند. نشان داده شده‌است که DNA و هیستون‌ها می‌توانند دستخوش تغییرات شیمیایی مانند متیلاسیون و استیله شوند - فقط برای هیستون ها- که پیچیدن DNA را در اطراف هیستون‌ها هدایت می‌کندوتراکم کروماتین را تعیین کنید. این تغییرات شیمیایی معمولاً «علامت‌های اپی ژنتیک» نامیده می‌شوند. فعل و انفعالات بین DNA و هیستون‌ها پس از آن منجر به یک ترکیب یوکروماتین می‌شود که در آن ژن در دسترس است و بنابراین فعال می‌شود یا به ترکیب هتروکروماتین که در آن ژن غیرقابل دسترس و در نتیجه سرکوب می‌شود.
پروتئین‌های اپی ژنتیکی که در تغییرات DNA و هیستون نقش دارند عبارتند ازwriters, erasers and readers.
writers proteins انتقال تغییرات شیمیایی روی DNA یا هیستون را کاتالیز می‌کنند erasers’ proteinsآن را حذف می کنندوreaders’ proteinsتغییرات شیمیایی را تفسیر می‌کنند و مسیرهای سیگنال دهی را تحریک می‌کنند. همچنین علائم اپی ژنتیک، به ویژه الگوهای متیلاسیون DNA، در مناطق ژنومی خاص با پیری مرتبط است. بنابراین می‌توان با استفاده از نشانگرهای زیستی اپی ژنتیکی خاص، تاریخ و طول عمر یک فرد را پیش‌بینی کرد. دراین دیدگاه، نمونه‌هایی از نحوه معکوس کردن زمان و در نتیجه افزایش طول عمر را به صورت اپی ژنتیکی ارائه می‌کنیم.
به‌طور کلی، هدف این دیدگاه ارائه یک نمای کلی از علل و پیامدهای مدولاسیون سن اپی ژنتیک بر اساس سه فرضیه است. (۱) سن اپی ژنتیک نسبت به سن تقویمی برای مطالعه پیری نماینده و مرتبط تر است زیرا تغییرات اپی ژنتیکی پویا تأثیر محیط (طبیعی، اجتماعی، بافت خاص) را یکپارچه می‌کند و در نتیجه باعث تغییر فنوتیپ می‌شود. به این ترتیب، (۲) تأثیر عوامل محیطی بر پیری و بیماری‌های مرتبط با افزایش سن توسط تغییرات اپی ژنتیکی ثبت می‌شود که می‌توانند به عنوان «ساعت» استفاده شوند. (۳) از آنجایی که اصلاحات اپی ژنتیک از نظر شیمیایی برگشت‌پذیر هستند، می‌توان آنها را برای معکوس کردن زمان و توسعه استراتژی‌های جوان سازی هدف قرار داد.

## اپی ژنتیک dating
اپی ژنوم، که تمام علائم اپی ژنتیکی روی DNA و هیستون‌ها را توصیف می‌کند، به‌طور کامل در سلول‌های سوماتیک با افزایش سن حفظ نمی‌شود.متیلاسیون DNA درموقعیت5C سیتوزین روی دی نوکلئوتیدهای دئوکسی سیتیدین-فسفات دئوکسی گوانوزین (CpG) اتفاق می‌افتد. . این واکنش توسط متیل ترانسفرازهایDNA(DNMTs) کاتالیز می‌شود و به کوفاکتور SآدنوزیلL متیونین(SAM) به عنوان دهنده متیل نیاز دارد. رانش اپی ژنتیک به تغییرات الگوهای متیلاسیون DNA تبدیل می‌شود، جایی که جزایر CpG روی پروموترهای ژنی خاص اغلب هایپرمتیله می‌شوند. سن را می‌توان با انجام یک آزمایش بیولوژیکی بر اساس سطوح متیلاسیون DNA، که به آن ساعت اپی ژنتیکی گفته می‌شود، پیش‌بینی کرد.سن بیولوژیکی را باید از سن تقویمی تشخیص داد. در حالی که سن تقویمی به زمان سپری شده از زمان تولد فرد اشاره دارد، سن بیولوژیکی با کاهش عملکردهای بیولوژیکی مرتبط است.ساعت‌های اپی ژنتیک پیری اپی ژنتیک را اندازه‌گیری می‌کنند و بسته به دامنه هایCpG مورد مطالعه می‌توانند اطلاعاتی در مورد سن تقویمی و بیولوژیکی ارائه دهند.
دو ساعت اپی ژنیتیکی اول، سن تقویمی را پیش‌بینی می‌کنند. Hannum’s clockبر روی ۶۵۶نفر از ۱۹ تا ۱۰۱ سال با استفاده از نمونه خون کامل ساخته شد. مدل نیاز به جنسیت و شاخص توده بدنی دارد. متیلاسیون با استفاده از روش Illumina Infinium HumanMethylation 450 BeadChip، یک آرایه متیلاسیونDNA با چگالی بالا با وضوح یک سایت CpG اندازه‌گیری شد. این آزمایش مختص بافت است و استفاده از آن بر روی بافتی غیر از خون نیاز به کالیبراسیون بیشتری دارد؛ بنابراین، ساعت اجازه مقایسه پیری در بافت‌های مختلف را نمی‌دهد. برخلاف Hannum’s clock , Horvath’s pan-tissue clock مستقل از بافت و نوع سلول است. این یک ابزار جالب برای مقایسه پیری در اندام‌های مختلف و شناسایی کمبودهای بالقوه است. این آزمایش با استفاده از ۲۱۳۶۹ نشانگر CpG با روش اندازه‌گیری متیلاسیون مشابه Hannum کالیبره شد.هوروات بعداًیک ساعت دیگر به نام skin and blood clock s ساخت. از نظر همبستگی سنی و خطای میانه و بر اساس391 CpG دقیق تر است. هدف این ساعت پیش‌بینی سن در چارچوب آزمایش‌های خارج از بدن با سلول‌هایی مانند فیبروبلاست است. این ساعت در ابتدا برای پیش‌بینی دقیق سن فیبروبلاست‌های انسان و سایر سلول‌های پوست طراحی شد، ویژگی ای که در آن ساعت‌های قبلی شکست خوردند.
آخرین ساعت هوروات، GrimAge,پیری بیولوژیکی با تغییرات پروتئین پلاسما مرتبط است. را با مقایسه سن بیولوژیکی و سن تقویمی اندازه‌گیری می‌کند. این ساعت می‌تواند طول عمر را پیش‌بینی کند، اما همچنین اطلاعاتی در مورد خطرات بیماری‌های مرتبط با افزایش سن مانند بیماری عروق کرونر قلب ارائه می‌کند. لوین و همکاران PhenoAge در سال۲۰۱۸، یک ساعت چند بافتی بسیار دقیق بر اساس ۵۱۳نشانگر CpG که سن فنوتیپی را به جای سن تقویمی پیش‌بینی می‌کند. سن فنوتیپی از بیومارکرهای بالینی پیش‌بینی کننده مرگ و میر مانند غلظت کراتینین، میانگین حجم گلبول قرمز یا درصد لنفوسیت ناشی می‌شود. از میان گروهی از افراد همسن، PhenoAge می‌تواند تفاوت‌ها را در میان دیگران پیش‌بینی کند.

## عوامل تسریع کننده سن بیولوژیکی
در طول دو دهه گذشته، مطالعات متعددی در مورد عوامل مؤثر بر پیری اپی ژنتیک انجام شده‌است. تفسیر تأثیر محرک‌های خارجی و درونی مختلف بر پیری ممکن است دشوار باشد زیرا ژنوم هر فرد نیز در پیری نقش دارد؛ بنابراین یکی از این عوامل تأثیر محیط طبیعی و اجتماعی بر پیری است. گروه‌هایی از دوقلوها حتی اگر از نظر ژنتیکی یکسان باشند، تعداد زیادی از تفاوت‌های فنوتیپی را درطول زندگی خود از خود نشان می‌دهند.یک مطالعه در این زمینه، مطالعه فراگا و همکاران بود. که در آن آنها هشتاد دوقلو تک تخمکی را با سنی بین ۳ تا ۷۴ سال مورد مطالعه قرار دادند. فراگا و همکاران در حالی که به سطوح استیلاسیون، متیلاسیون و هیستون نگاه می‌کنند. مشاهده کردند که هر چه جفت دوقلوها مسن تر بودند، الگوهای اپی ژنتیک آنها متمایزتر بود. این واگرایی به ویژه زمانی تشدید شد که دوقلوها سبک زندگی بسیار متفاوتی داشتند. این اولین مطالعه اپی ژنتیکی روی دوقلوها کلیدی بود برای نشان دادن اینکه دوقلوها با اپیژنوم‌های تقریباًیکسانی متولد می‌شوند که با افزایش سن شروع به واگرایی می‌کنند.
عامل دیگر سیگار کشیدن است. سیگار حاوی ترکیبات بسیار سمی مانند نیکوتین است و باعث التهاب و تغییرات ژنتیکی در بافت‌های ریه از جمله مکانیسم‌های بیماری‌زا می‌شود. از نظر تغییرات اپی ژنتیکی، کشیدن سیگار باعث ایجاد تغییراتی در DNA، مانند الگوهای متیلاسیون DNA اصلاح شده می‌شود. از نظر تجربی، بیان 1DNMT به‌طور قابل توجهی در بافت ریه افراد سیگاری بیشتر از افراد غیر سیگاری بود که منجر به افزایش سطح متیلاسیون می‌شود.سایر علائم اپی ژنتیکی مانند هایپراستیلاسیون هیستون نیز در ریه‌های افراد مبتلا به بیماری مزمن انسدادی ریه ناشی از مصرف سیگار مشاهده شد
تأثیر سایر اعتیادها مانند الکل بر الگوهای متیلاسیون DNA نیز مورد بررسی قرار گرفت. از آنجایی که مصرف الکل و سیگار در هم تنیده شده‌اند، هر دو تأثیر همزمان با نگاه کردن به وضعیت متیلاسیون دو محل خاص CpG توسط Beach و همکاران مورد مطالعه قرار گرفتند. باکمال تعجب، نتایج با استفاده از اولین ساعت اپی ژنتیک طراحی شده توسط هانوم دو روند متفاوت ارائه کرد. اگرچه متیلاسیونDNA با افزایش سن در مکان‌های خاص افزایش می‌یابد، مصرف سیگار و الکل اثرات متفاوتی بر پیری بیولوژیکی نشان می‌دهد. در CpGهایی که متیلاسیون DNA با افزایش سن افزایش می‌یابد، استفاده از الکل از این متیلاسیون جلوگیری کرد، در حالی که سیگار کشیدن اثرکمی در سایت‌های CpG که متیلاسیون با افزایش سن کاهش می‌یابد، هم مصرف الکل و هم سیگار کشیدن باعث افزایش متیلاسیون می‌شوند.
تغذیه همچنین نقش تعدیل کننده مهمی در پیری و بیماری‌های مرتبط با افزایش سن دارد. مواد مغذی دو مکانیسم اثر متفاوت دارند که در واکنش‌های متیلاسیون دخیل هستند. فولات پیش ساز متیونین است که از آن SAM سنتز شده‌است، در حالی که سرین سنتز ATP novo de را ترویج می‌کند، که تبدیل متیونین را به SAM فعال می‌کند.در سطح جهانی، هر دو ماده مغذی سطوح کوفاکتور SAM ومحصول جانبی واکنش متیلاسیون را تنظیم می‌کنند-.S. آدنوزیل L- هموسیستئین که متیلاسیون را مهار می‌کند. کوفاکتور SAM برای متیلاسیون DNA و هیستون ضروری است.
استرس نقش مهمی در تغییرات اپی ژنتیکی دارد. استرس در طول پیری برای کاهش متیلاسیون DNA در مکان‌های خاص، مانند دو محل CpG در بالادست 5FKBP، عمل می‌کند. این باعث افزایش پاسخ5FKBP در سلول‌های ایمنی می‌شود که بعداًباعث اختلال درتنظیم kB-NF، یک مجموعه پروتئینی که در تنظیم پاسخ ایمنی به عفونت نقش دارد، می‌شود.

## معکوس کردن زمان
تنظیم مجدد ساعت پیری یک فرایند بیولوژیکی طبیعی است که درهر رویداد لقاح رخ می‌دهد. در انسان، ساعت پیری با پاک کردن علائم پیری در دو زیگوت که به یک تک سلولی جوان منتهی می‌شوند به صفر می‌رسد. جوان سازی شامل بازگرداندن سلول به حالت جوانی همراه با از دست دادن عملکرد است. روش‌های اولیه جوان سازی که شامل از دست دادن تمایز سلولی است که با برنامه‌ریزی مجدد اپی ژنتیکی جایگزین می‌شود تا از ایجاد تومور احتمالی جلوگیری شود. پتانسیل بالای برنامه‌ریزی مجدد اپی ژنتیک در یک کارآزمایی بالینی اخیر نشان داده شده‌است که میانگین ۲٫۵ سال پسرفت درپیری اپی ژنتیک پس از ۱۲ ماه درمان را نشان می‌دهد.تکنیک‌های جوان سازی برای از بین بردن اثرات پیری و عوامل محیطی آسیب رسان حیاتی هستند. معکوس کردن زمان در پیشگیری از بیماری‌های مرتبط با افزایش سن اهمیت بالایی دارد.

## نتیجه‌گیری
روش‌های جدید امکان برنامه‌ریزی مجدد اپی ژنتیک ایمن تری را فراهم کرده‌اند و مطالعات روی تکنیک‌های مهندسی ژنومی دلگرم کننده هستند. با این وجود، مطالعات بیشتری برای ارزیابی دوام تغییرات اپی ژنتیکی و همچنین کاربرد سیستم dCas9/CRISPR برای پیری در انسان و ایمنی مورد نیاز است.